# کالمان توت
کالمان توت (مجاری: Kálmán Tóth؛ زادهٔ ۱۳ اوت ۱۹۴۴) بازیکن فوتبال اهل مجارستان بود.
از باشگاه‌هایی که در آن بازی کرده‌است می‌توان به باشگاه فوتبال بوداپست هونود اشاره کرد.
وی به‌همراه تیم ملی فوتبال مجارستان در بازی‌های المپیک تابستانی ۱۹۷۲ شرکت کرده‌است.